# Фондация „Александър фон Хумболт“
Фондация „Александър фон Хумболт“ (на немски: Alexander von Humboldt-Stiftung) е правителствена фондация на Федерална република Германия, насърчаваща международното академично сътрудничество между водещи учени и изследователи от Германия и света.
Финансирана е от Министерството на външните работи, Министерството на образованието и науката, Министерството на икономическото сътрудничество и развитие и техни национални и международни партньори.
Всяка година фондацията връчва на конкурсен принцип над 700 стипендии и награди, основно на учени от областта на естествените науки (включително математика) и хуманитаристиката, които се смятат за едни от най-престижните научни отличия в Германия. Те позволяват на учени и изследователи от цял свят да посетят Германия за работа по избран от тях научен проект съвместно с домакин от германска академична институция. Стипендиите и наградите включват и известен брой по-големи награди като наградата „Хумболтов професор“ и наградата „София Ковалевска“. Мрежата от Хумболтови стипендианти се състои от над 26 000 учени от повече от 130 държави, измежду които 50 нобелови лауреати.

## История
Фондацията е основана в края на XIX век, една година след смъртта на големия германски естествоизпитател Александър фон Хумболт (1720 – 1779). Първоначалната ѝ цел е да подпомага млади германски учени, но през 1923 г. тя изцяло губи капитала си вследствие хиперинфлацията и е закрита.
През 1925 г. правителството на Ваймарската република възстановява фондацията с държавни средства и с новата цел да подпомага млади чужденци да правят научни изследвания в Германия, най-вече подготовка на докторски дисертации. Тази втора Хумболтова фондация просъществува само до 1945 година.
Третата Хумболтова фондация е основана през 1953 г. от Федерална република Германия, като учредителният акт е подписан от канцлера Конрад Аденауер. Първи председател на фондацията става физикът Вернер Хайзенберг, директор на Института „Макс Планк“ по физика и астрофизика в Мюнхен и носител на Нобеловата награда за физика за 1932 г. Две години по-късно фондацията се мести в самостоятелно седалище в Бон. За първата годишна среща на фондацията през 1955 година германският президент Теодор Хойс дава прием на първите 70 хумболтови стипендианти.
През 1963 г. фондацията започва да изгражда къщи за гости и международни средища в множество университетски градове във ФРГ. През 1965 г. мисията на фондацията е предефинирана отново: „(…) да предостави възможности на висококвалифицирани млади учени (…) да провеждат изследователски проекти във Федерална република Германия“. Оттогава и понастоящем подкрепа се оказва на чужденци със защитена докторска степен за постдокторски изследвания в Германия, и се засилва подкрепата на научното ръководство по време на изследователския престой.
През 1975 г. председател на фондацията става Феодор Линен, директор на Института „Макс Планк“ по биохимия и лауреат на Нобеловата награда за медицина за 1964 година. След смъртта на Линен през 1979 г. трети председател става Волфганг Паул, ръководител на Катедрата по физика в Университета в Бон, удостоен през 1989 г. с Нобелова награда за физика. В памет на Линен е учредена изследователската стипендия „Феодор Линен“, с което започва подпомагането на германски учени за изследователска работа в чужбина съвместно с други хумболтианци.
Следващите председатели през годините са Раймар Люст (1989 – 1999), бивш президент на обществото „Макс Планк“ и главен секретар на Европейската космическа агенция, Волфганг Фрювалд (1999 – 2008), германист и председател на Германската изследователска фондация (DFG) и Хелмут Шварц (2008– ), професор по органична химия в Техническия университет в Берлин.

## Значение за българската наука
В периода 1925 – 1945 г. фондацията има важен принос към българската наука. Около 30 млади български стипендианти правят в Германия научни специализации, утвърждавайки се впоследствие като водещи български учени. Първият българин получил стипендия от фондацията е машинният инженер Крум Стайчев, специализирал в Техническия университет – Берлин между 1921 и 1927 г. През първите 12 години след основаването на третата Хумболтова фондация във ФРГ комунистическият режим в България не разрешава българи да кандидатстват за Хумболтови стипендии. Едва през 1965 г. няколко млади български учени заминават за Германия. Оттогава повече от 400 българи стават хумболтианци.
През 1992 г. е основан Хумболтовият съюз в България с първи председател проф. Трою Троев. През годините председатели последователно са били акад. Евгени Головински (1997 – 2002), проф. Димо Платиканов (2002 – 2006), проф. Васил Николов (2006 – 2011), проф. Георги Вайсилов (2011 – 2015), чл.-кор. Илза Пъжева (2015– ). От април 1998 г. Хумболтовият съюз разполага с постоянно седалище в административната сграда на Българската академия на науките.
Сред българските хумболтианци личат имената на учени като акад. Петя Василева, акад. Иван Гуцов, акад. Ростислав Каишев, акад. Петър Кендеров, акад. Константин Косев, акад. Боян Петканчин, акад. Никола Платиканов, акад. Стефан Христов, чл.-кор. Мила Власковска, чл.-кор. Благовест Долапчиев, чл.-кор. Андон Косев, чл.-кор. Генчо Скордев, чл.-кор. Елка Бакалова-Лазарова, проф. Стоян Будуров, проф. Борис Парашкевов, проф. Владимир Пилософ, проф. Бисерка Рачева, проф. Стойко Факиров, проф. Александър Фол, доц. Орлин Спасов, доц. Крум Бъчваров.